# Лотяну Еміль Володимирович
Еміль Володимирович Лотя́ну (рум. Emil Loteanu; нар. 6 листопада 1936, Клокушна — пом. 18 квітня 2003, Москва) — радянський і молдовський кінорежисер, поет і кінодраматург. Заслужений діяч мистецтв Молдавської РСР з 1969 року, народний артист РРФСР з 1980 року.

## Біографія
Народився 6 листопада 1936 року в селі Клокушна (нині Окницький район Молдови) у сім'ї вчителів. Отроцтво пройшло у Бухаресті, де він закінчив гімназію.
У 1953—1955 роках навчався на акторському факультеті Школи-студії МХАТ у майстерні Василя Топоркова у Москві. У 1962 році закінчив режисерський факультет Всесоюзного державного інституту кінематографії (майстерня Григорія Рошаля та Юрія Геніки).
У 1962—1973 роках працював режисером на кіностудії «Молдова-фільм». Член КПРС з 1968 року. З 1973 року — режисер «Мосфільму». Секретар правління Спілки кінематографістів СРСР з 1981 року. Наприкінці 1980-х років знову повернувся на «Молдова-фільм», працював на молдавському телебаченні. У 1987—1992 роках президент Спілки кінематографістів Молдови. Викладав на курсах акторів театру в Кишинівському інституті мистецтв.
Помер в Москві 18 квітня 2003 року. Похований у Москві на Ваганьковському кладовищі.

## Творчість
Фільмографія
- 1960 : «Жив-був хлопчик»;
- 1963 : «Чекайте нас на світанку»;
- 1966 : «Червоні галявини»;
- 1967 : «Фреска на білому»;
- 1968 : «Ця мить» (приз та друга премія «За історико-революційний фільм» IV-го Всесоюзного кінофестивалю у Мінську, 1970)[6];
- 1970 : «Академік Тарасевич»;
- 1971 : «Лаутари» (приз кінофестивалю у Сан-Себастьяні, 1972);
- 1974 : «Відлуння гарячої долини»;
- 1976 : «Табір іде в небо» (головний приз кінофестивалю у Сан-Себастьяні, 1976);
- 1978 : «Мій ласкавий та ніжний звір»;
- 1983—1986 : «Анна Павлова»;
- 1986 : «Лучаферул».

Автор збірок
- віршів — «Смятение» (1956), «Зов звёзд» (1962), «Ритмы» (1965), «Стихи» (1970);
- прози — «Белая скрипка» (1963), «Буколика» (1966), «Лаутары» (1972).